# Cyrtodactylus cavernicolus
Espèce
Statut de conservation UICN

 VU B1ab(iii) : Vulnérable
Cyrtodactylus cavernicolus est une espèce de geckos de la famille des Gekkonidae.

## Répartition
Cette espèce est endémique des grottes de Niah au Sarawak en Malaisie,

## Publication originale
- Inger & King, 1961 : A new cave-dwelling lizard of the genus Cyrtodactylus from Niah. Sarawak Museum Journal, vol. 11, p. 274-276.